# The Boomtown Rats

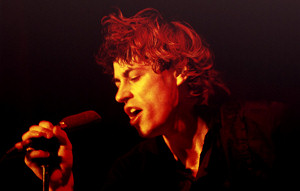
Bob Geldof

The Boomtown Rats és un grup musical irlandès de new wave amb alguns grans èxits a les llistes d'Irlanda i el Regne Unit entre els anys 1977 i 1985. El grup està liderat pel vocalista Bob Geldof. Els altres membres de la formació original eren Garry Roberts (guitarra principal), Johnnie Fingers (teclat), Pete Briquette (baix), Gerry Cott (guitarra) i Simon Crowe (bateria). The Boomtown Rats es van separar en 1986, però van tornar a reunir-se en 2013, sense Johnnie Fingers ni Gerry Cott.

## Biografia
Els sis membres són originaris de Dún Laoghaire, Irlanda. Els van contractar pel seu primer concert amb el nom The Nightlife Thugs, però el grup va acceptar canviar el seu nom quan Garry Roberts va amenaçar d'abandonar si continuaven anomenant-se així. El terme The Boomtown Rats ve d'una banda de nens sobre la qual Geldof havia llegit en l'autobiografia de Woody Guthrie, Bound for Glory. Es van convertir en una banda notable, però els seus assoliments van ser eclipsats per l'obres de caritat de Bob Geldof, antic periodista de la revista NME.

### Primers discos
La banda es va mudar a Londres a l'octubre de 1976 i se'ls va relacionar amb el moviment punk rock. Van signar un contracte discogràfic amb Ensign Records i van llançar el seu senzill de debut "Lookin' After No. 1" a l'agost de 1977. Va ser el primer de nou senzills que van arribar al Top 40 al UK Singles Chart.
El seu àlbum de debut, The Boomtown Rats, va ser editat al setembre de 1977 per Ensign en el Regne Unit i per Mercury Records als Estats Units, i comptava amb un altre senzill, "Mary of the 4th Form".
El periodista musical Martin C. Strong va comentar, "El temperamental carisma de Geldof va ajudar a donar a la banda una identitat pròpia".
El segon àlbum, A Tonic for the Troops, va aparèixer al juny de 1978 en el Regne Unit. Contenia tres senzills, "Like Clockwork", "She's So Modern" i "Rat Trap".
En l'edició de Tonic for the Troops a Estats Units realitzada per Columbia al febrer de 1979, dues de les pistes de The Boomtown Rats van ser substituïdes per altres de la versió anglesa. Mutt Lange va produir "Rat Trap", que es va convertir en la primera cançó de rock d'un grup irlandès a arribar al número u a Regne Unit, així com la primera cançó de qualsevol tipus d'una banda irlandesa a aconseguir la llista oficial utilitzada per la BBC.
(La banda The Bachelors havia arribat a la llista del periòdic Record Retailer en 1964 amb la cançó "Diane", però solament havien aconseguit el número dos en la llista de senzills del Regne Unit). A més, "Rat Trap" també va ser la primera cançó de new wave a arribar al número u.

### I Don't Like Mondays
En 1979 s'edita "I Don't Like Mondays". Aquesta cançó va ser escrita en resposta al tiroteig dut a terme per Brenda Ann Spencer en una escola de Califòrnia, i també va arribar al número u a Anglaterra. Va arribar a ser un èxit a nivell mundial, exceptuant als Estats Units. Les emissores de ràdio no posaven el disc suposadament a causa dels temors davant possibles demandes i acusacions de mal gust. El presumpte boicot va ser notícia de primera plana en la revista Variety, (a la qual li agradava crear falses polèmiques amb finalitats de venda), l'única vegada que The Boomtown Rats van obtenir una cobertura tan destacada. En qualsevol cas, va aconseguir una cobertura radiofònica significativa al llarg dels anys 80 per part d'emissores nord-americanes amb baixos estàndards musicals.
Aquesta cançó va ser inclosa a The Fine Art of Surfacing, el tercer disc de la banda i posteriorment va passar a ser l'única entrada de la banda en el Billboard Hot 100 nord-americà. L'àlbum també contenia "Diamond Smiles" i el seu següent èxit en el Top 10 UK, "Someone's Looking at You". Geldof i Fingers eren el focus visual i musical del grup. Geldof amb el seu enginy articulat i càustic, que va fer les delícies dels presentadors de programes d'entrevistes televisius i que el va convertir en l'amarg enemic dels periodistes musicals. I Fingers amb el pijama de ratlles que portava a l'escenari.
En 1980 es va llançar "Banana Republic", que va ser el seu últim èxit en el Top 10. Posteriorment van publicar el seu següent disc d'estudi, titulat Mondo Bongo. "Banana Republic" atacava feroçment a la seva Irlanda natal, la "illa sèptica cridant en el mar del sofriment".

### L'abandonament de Cott
Arribats a aquest punt, el guitarrista Gerry Cott va abandonar el grup. Conforme a l'autobiografia de Bob Geldof, Is That It?, la desil·lusió de Cott havia anat en augment en veure la creixent mandra de la banda en l'estudi i el seu aparent abandó de les seves primeres influències R'n'B per canviar-les pel "cod-reggae". Al llarg del temps que va romandre en la formació, Cott sempre havia mantingut certa distància entre ell i els altres membres. Va renunciar un dia abans del final del seu gira mundial de 1981, només unes hores després que la resta de la banda havia decidit enfrontar-se a ell per negar-se a unir-se a ells i a l'equip de carretera per prendre alguna cosa per la celebració de l'aniversari de Simon Crowe.
Cott va emprendre una curta carrera en solitari, editant dos senzills en el Regne Unit, "The Ballad of the Lone Ranger" i "Pioneers"; així com el senzill de 1984 "Alphabet Town" a Canadà.

### V Deep
El grup va seguir endavant com a quintet publicant el seu cinquè disc, V Deep, al febrer de 1982. El primer senzill va ser "Never In A Million Years" que no es va vendre bé, mentre que el següent "House on Fire" va arribar al número 24 en la llista de senzills del Regne Unit.
Cap a 1984 estaven de gira per universitats després d'haver estat incapaces de finançar la "garantia" requerida per reservar sales de concerts tradicionals.
El gener de 1985 es va publicar el seu sisè i últim disc, In the Long Grass, encara que amb retard a causa de la participació del grup al Band Aid (en el qual tots els tocaven), així mateix van tocar en el concert benèfic Live Aid. Dos senzills, "Tonight" i "Drag Me Down" van arribar als nivells més baixos de la llista de senzills anglesa, per la seva banda "A Hold Of Me" no hiva arribar a entrar.

### "Dave" es converteix en "Rain" als Estats Units
"Dave", un senzill de l'edició original de In the Long Grass va ser gravat de nou com "Rain" per al mercat nord-americà. La cançó tractava sobre el saxofonista de la banda i amic de l'escola de David MacHale (mort en 2009), que havia sofert una crisi després de trobar a la seva núvia morta en un bany públic al costat d'una borsa buida d'heroïna. La metàfora de Rain en les lletres alterades feia referència a la cançó anterior de Duran Duran, "Hold Back The Rain", on l'amic de Geldof Simon Li Bon juntament amb un membre no identificat de la banda havia declarat que abandonaria les seves aventures amb els narcòtics.

### Ruptura
Després d'això, la banda va suspendre la seva activitat mentre Geldof va acabar les seves aventures amb el Band Aid Trust. Durant aquest temps va aconseguir un contracte per gravar un àlbum amb Vertigo Records. No obstant això, tant Crowe com Fingers es van negar a reunir-se amb The Boomtown Rats a temps complet, perquè preferien continuar amb la seva pròpia banda, Gung Ho.
L'última actuació del grup va tenir lloc a Self Aid, un concert en 1986 en el qual participaven moltes estrelles del rock irlandeses, per conscienciar sobre la desocupació a Irlanda.
La penúltima cançó, "Joey's On the Street Again", va durar 12 minuts amb un extens pont. Després d'aquesta actuació, Geldof es va dirigir a la multitud, dient, "Han estat deu anys espectaculars; descansi en pau". La banda a continuació va tocar "Looking After No.1".
Després de la ruptura de la banda, Geldof va iniciar una carrera en solitari amb Pete Briquette que va seguir treballant al costat d'ell.
Garry Roberts co-va escriure cançons per Kirsty McColl abans d'abandonar el negoci de la música per convertir-se en un reeixit comercial de serveis financers. Roberts ara presenta el seu taller de guitarra en escoles, estimulant als alumnes a tocar l'instrument i posant l'accent en la contribució del blues a la música pop i rock moderna.
Després de la ruptura de Gung Ho, Fingers va tenir gran èxit com a productor musical al Japó, a més de ser part de la banda japonesa Greengate. Simon Crowe es troba en la banda d'instrumental celta basat en West country, Jiggerypipery, a més d'haver iniciat un negoci de fabricació de rellotges.
En 2005, els àlbums de la banda van ser tots remasterizados i reeditats. Es va publicar un recopilatori d'èxits, juntament amb dos DVDs. Briquette va barrejar el DVD en viu i Francesco Cameli va barrejar les pistes addicionals per al rellançament dels discos de The Boomtown Rats en Sphere Studios a Londres.

### The Rats
El 2008 Garry Roberts i Simon Crowe, que havien continuat tocant junts a The Fab Four, amb Alan Perman (ex Herman's Hermits) i Bob Doyle (que una vegada havia fet una audició sense èxit per entrar a Electric Light Orchestra), i The Velcro Flies, amb Steve (Dusty) Hill i Gavin Petrie, es van unir formant "The Rats", per tocar les seves cançons favorites de The Boomtown Rats, amb la formació clàssica de dues guitarres, baix i bateria. La banda va ser inicialment liderada per Peter Barton, que comptava amb una llarga trajectòria des de principis de la dècada de 1980, participant en el retorn de grans estrelles com The Animals, The Hollies i Lieutenant Pigeon. Barton va ser substituït en la veu principal i baix per Bob Bradbury, que va ser el fundador i compositor principal de cançons a Hello. Darren Beale, anteriorment a The Cavis, tocava la guitarra principal. El saxofonista Andy Hamilton, que va participar en la gira i els enregistraments amb The Boomtown Rats, incloent el Live Aid, tocava com convidat en alguns concerts.
Gerry Cott i Johnnie Fingers van ser convidats a unir-se a la banda quan les circumstàncies ho permetien. Cott va participar en el segon concert de The Boomtown Rats (en el 100 Club a Oxford Street, Londres). Fingers, mentrestant, treballava pel Fuji Rock Festival al Japó, però planejava unir-se a la banda en l'escenari quan estava en el Regne Unit.
El 21 de juny de 2009, Geldof, Roberts i Briquette es van reunir a Dublín per tocar "Dave", en una festa en la qual se celebrava la trajectòria d'un íntim amic i saxofonista de la banda, "Doctor" Dave MacHale, que havia mort de càncer a Frankfurt. "Dave" era una cançó que Geldof va escriure per MacHale en 1983, després que la núvia de MacHale morís a causa d'una sobredosi d'heroïna.
El 20 de setembre de 2011, Gerry Cott va acudir com convidat juntament amb Geldof, Briquette i la resta de la banda de Geldof a Cadogan Hall, Londres. Van interpretar tres cançons de The Boomtown Rats junts abans dels bisos. Cott va tornar a l'escenari en el bis final per tocar en dues cançons de Geldof en solitari.

### Reunió
The Boomtown Rats es van reunir en 2013. Bob Geldof va comentar, "Tocar una altra vegada amb els Rats i fer aquestes grans cançons tornarà a ser emocionant. Érem una banda increïble i crec que és el moment adequat per a re-Rat, per tornar a Boomtown a fer una visita."
El juny de 2013, es va anunciar que la banda emprendria una gira per Regne Unit i Irlanda amb el suport d'un nou disc recopilatori titulat Back to Boomtown: Classic Rats Hits.

## Discografia

### Àlbums d'estudi
- The Boomtown Rats (1977)
- A Tonic for the Troops (1978)
- The Fine Art of Surfacing (1979)
- Mondo Bongo (1980)
- V Deep (1982)
- In the Long Grass (1984)
- Citizens of Boomtown (2020)

### Senzills en el Top 40 UK
- Lookin' After No. 1 (1977) Núm. 11
- Mary of the 4th Form (1977) Núm. 15
- She's So Modern (1978) Núm. 12
- Like Clockwork (1978) Núm. 6
- Rat Trap (1978) Núm. 1
- I Don't Like Mondays (1979) Núm. 1
- Diamond Smiles (1979) Núm. 13
- Someone's Looking at You (1980) Núm. 4
- Banana Republic (1980) Núm. 3
- The Elephant's Graveyard (Guilty) (1981) Núm. 26
- House on Fire (1982) Núm. 24
- I Don't Like Mondays (reedició) (1994) Núm. 38